# Коритник
Коритник (алб. Koritniku, серб. Коритник) — гора на межі Албанії та Косова. Є частиною гірського хребта Шар-Планина. Висота — 2393 м. Коритник є частиною природного парку Кораб-Коритник, утворюючи Європейський Зелений пояс. Ущелина Ванаве відокремлює гору від гори Г'ялиця. Ущелина завдовжки 3,5 км, шириною 30 м і глибиною близько 300 м. З усіх сторін гора оточена притоками річки Білий Дрин. У межах території Коритника проживає стабільна популяція сарни чисельність приблизно 60 особин.